# Malevitch symboliste
Malevitch symboliste désigne le peintre russe Kazimir Malevitch durant sa période symboliste. Il a lui-même de son vivant occulté cette période, qui s'est étendue approximativement de l'année 1907 à l'année 1910. Comme si pour Malevitch, ce mouvement symboliste, comme le Fauvisme et l'Art nouveau, auxquels il ne donne pas de place non plus, n'étaient que des épiphénomènes par rapport à la voie royale menant de Cézanne au Suprématisme. Comme si, pour lui, ces styles n'avaient rien apporté à l'évolution de l'art. 
Pourtant remarque Jean-Claude Marcadé le symbolisme eut un génie en Mikhaïl Vroubel et des peintres importants comme Victor Borissov-Moussatov, les peintres décorateurs des Ballets Russes de Diaghilev . Le Malevitch symboliste s'est senti étouffé dans le monde des objets. Il se réfugie alors dans son âme, dans son imagination créatrice pour créer des mondes magiques, souvenirs d'autres vies. Mais très vite il rejette le fatras figuratif et cela annonce son silence ultérieur sur sa production symboliste. Sa période symboliste apparaît pour la première fois lors de la XVIe exposition des artistes de Moscou en 1908 avec les toiles Le Triomphe du Ciel et La Prière. Elles se distinguent par leur monochromie jaune. Le choix de cette couleur traduit, selon Jean-Claude Marcadé, une volonté de se distinguer des peintres de la Rose Bleue. La fin de son aventure symboliste se situe au Premier salon moscovite de 1911. Il y expose trois séries de peintures: une série de jaunes , une série de blancs et une série de rouges, en tout 23 œuvres . Dans ces trois séries on retrouve trois variantes du Symbolisme russe.    

## Série des jaunes

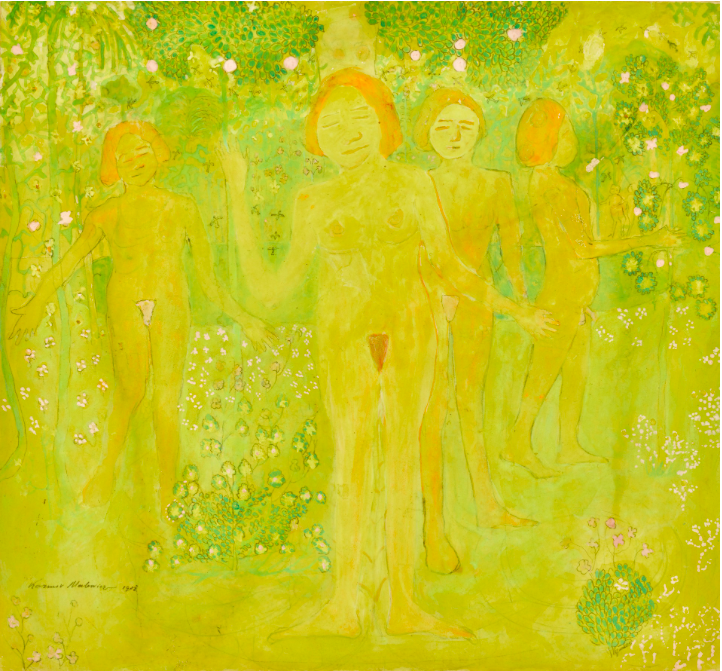
La Cueillette des fleurs ou Le secret de la tentation, 1908)

La série des jaunes est d'un style symboliste russe original, tel qu'il domine chez les artistes de La Rose Bleue.
L'élément végétal est omniprésent, dans un paysage imaginé, synthèse symbolique d'une végétation universelle.  
L'aquarelle Cueillette des fleurs montre une tendance philosophique-ésotérique dans la ligne des Nabis. Surtout de Maurice Denis, qui est venu à Moscou à cette époque installer des panneaux décoratifs chez le collectionneur Ivan Morozov. La tendance à la monochromie de ces séries sont comme des germes du Suprématisme. 
Le sujet est une triade féminine, variante des Trois Grâces, qui occupe un jardin mystique, un Bois sacré. À droite, une figure masculine se détache en se tournant de côté.
Dans le Triomphe du Ciel, une figure divine, à la fois Bouddha et Christ forme avec ses bras un arbre-cosmos. Les contrastes du rouge et du vert rappellent celles, typiques, de l'art tibétain ancien.
La Prière est davantage marquée par le Style moderne avec l'ondulation de la longue chevelure. Mais la tendance à la monochromie, l'union de l'homme plongé dans la nature sont du même symbolisme que les autres œuvres de la série jaune. 
L'Autoportrait de 1907, également intitulé Esquisse de fresque, montre Malevitch émergeant de ramifications arborescentes.
Au milieu de celles-ci de nombreux personnages dont la tête est entourée d'un nimbe.

Série des jaunes de Malevtich
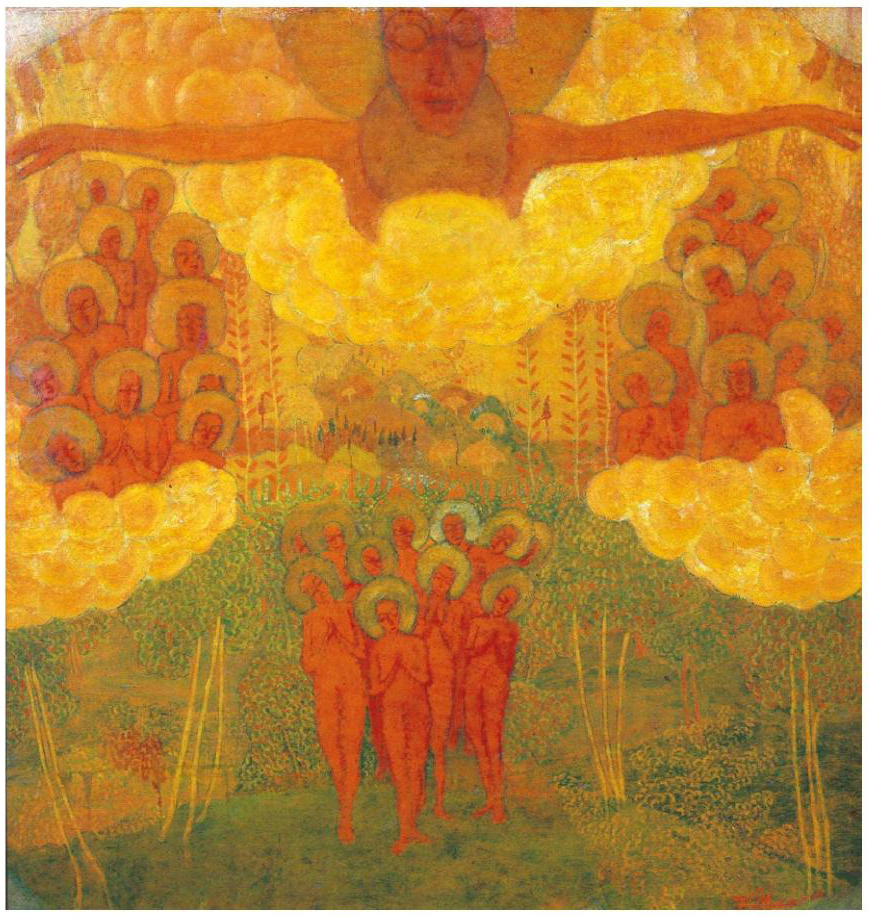
Le Triomphe du ciel (Malevitch, 1907)Musée Russe
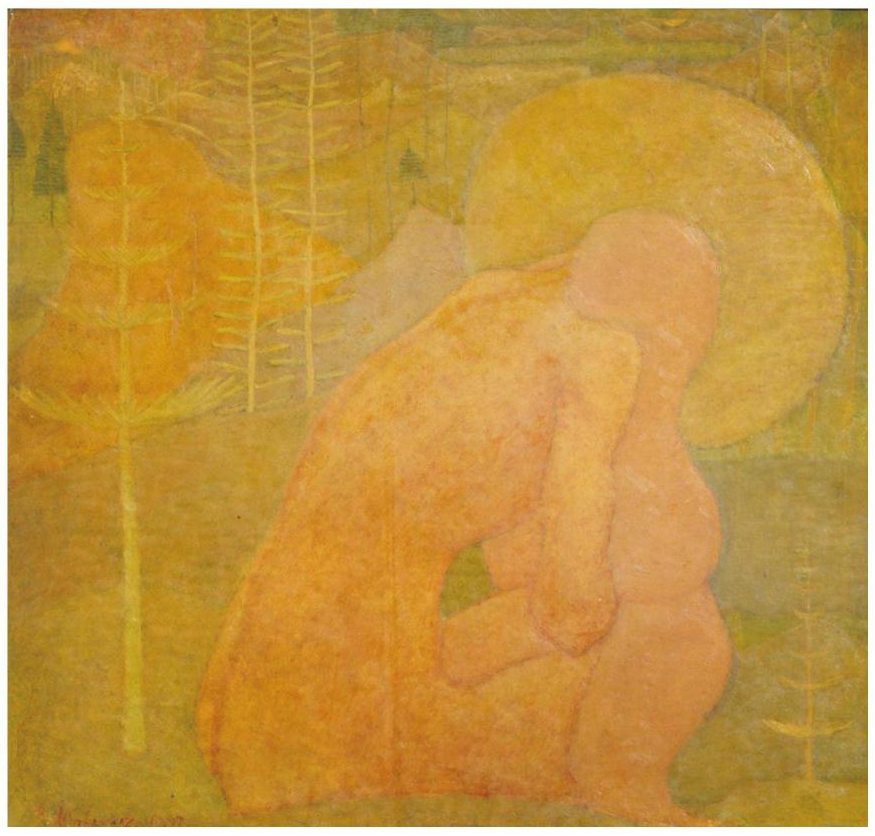
Meditation ou Prière (Malevich, 1907)Musée Russe
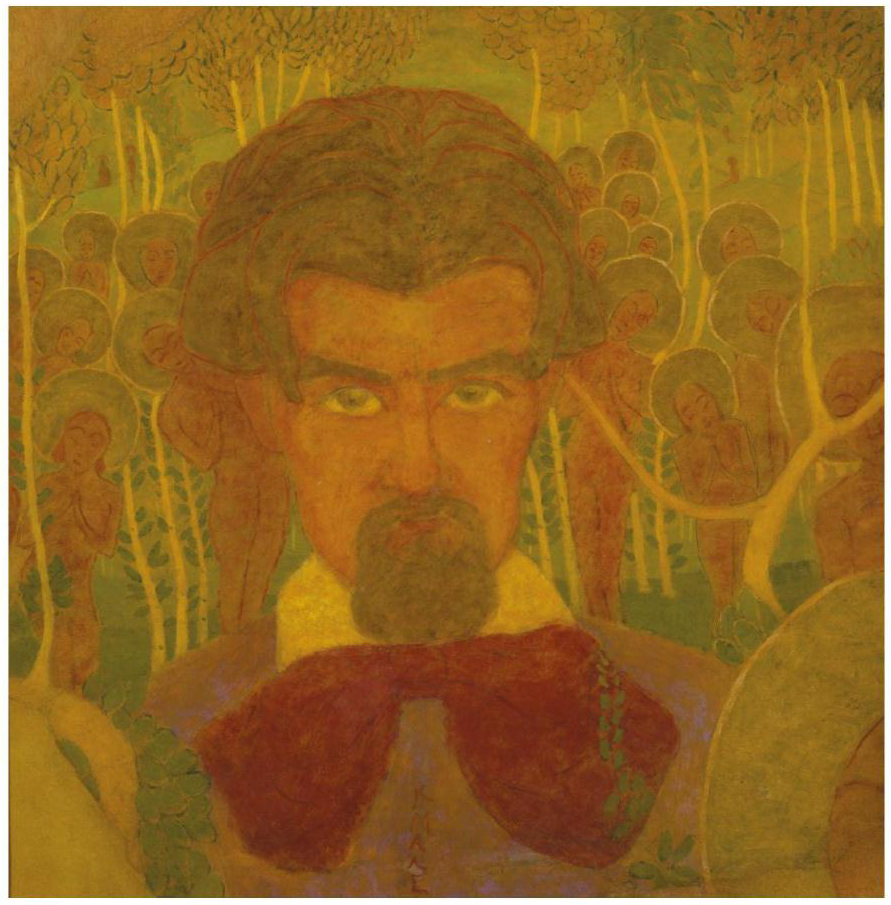
Autoportrait (Malevitch, 1907),Musée Russe

## Série des blancs
Dans la série des blancs on retrouve l' Art Nouveau, tel qu'il apparait dans le Mir Iskousstva c'est-à-dire un symbolisme idéologique. 

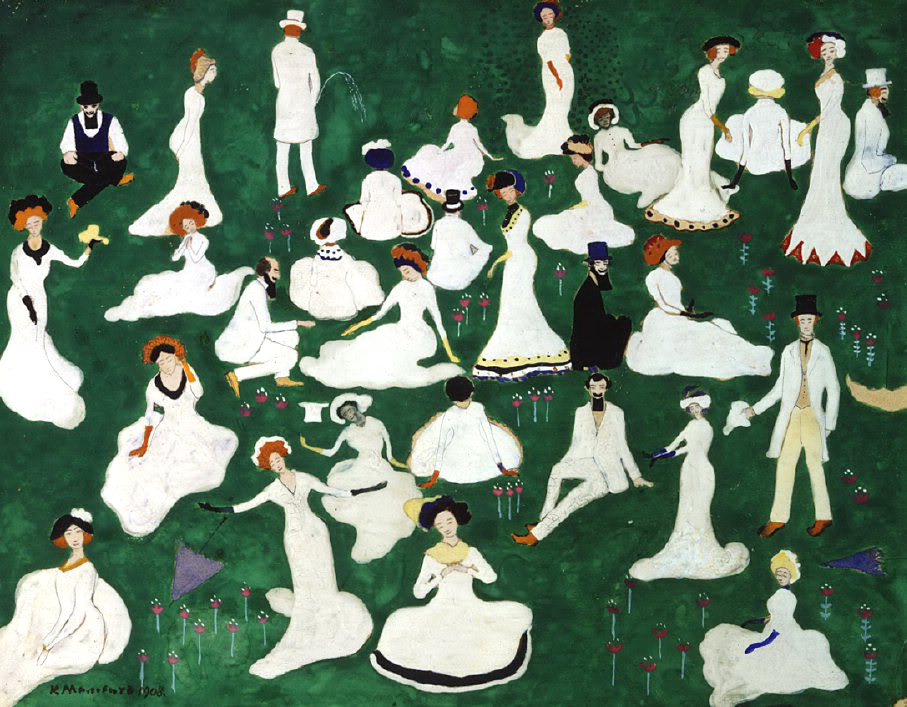
Repos, Société en hauts-de-forme. 1908. Malevitch ,Musée Russe

Les sujets de la série sont tirés de la vie contemporaine avec ironie (l'homme qui urine en haut de Repos). Ils
annoncent les trivialités de l'art de gauche.

## Série des rouges

Série des rouges de Malevtich
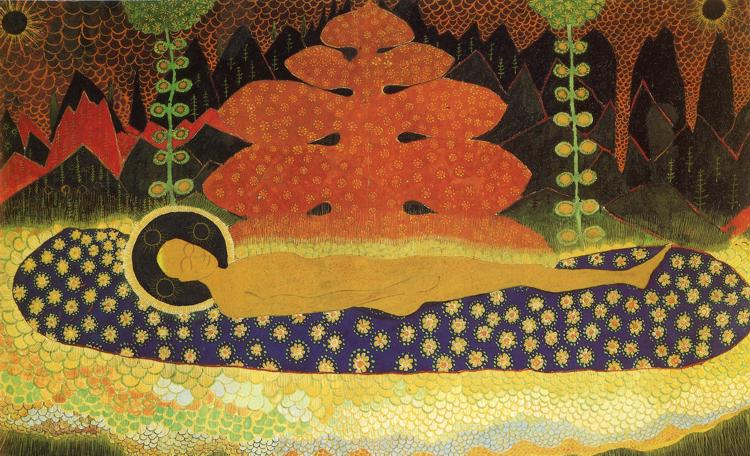
Linceul du Christ (Malevitch)Galerie Tretiakov (1908)
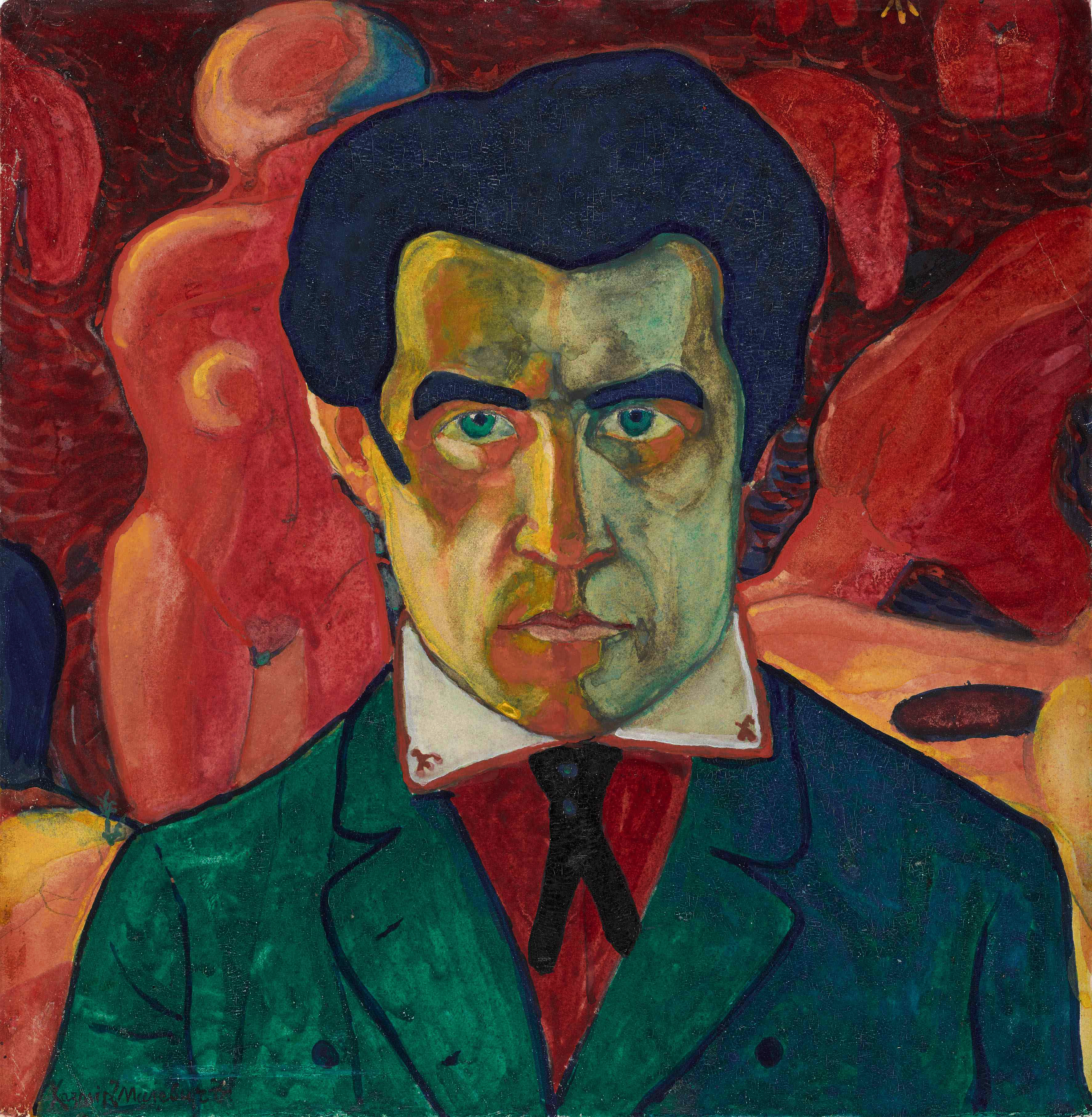
Autoportrait (1908 ou 1910-1911) (Malevitch)Galerie Tretiakov

Dans la Série des rouges on retrouve à la fois le symbolisme et le style primitiviste fauviste.  
Le Linceul du Christ est l'image que l'on vénère dans les églises orthodoxes le Vendredi Saint. Chez Malevitch il est traité plutôt selon des modèles bouddhiques. Il s'inspire aussi des peintures murales de Mikhaïl Vroubel au Monastère Saint-Cyrille-de-Dorogojitch à Kiev.
L' Autoportrait de la Galerie Tretiakov replonge dans le monde Nabi. Des femmes nues entourent la tête de l'artiste et découvrent la dimension sensuelle de l'homme. Le regard du modèle ne porte sur aucun endroit précis, il est tourné vers l'intérieur.

## Suprématisme
Malevitch a payé pendant trois ou quatre ans son tribut au Symbolisme le plus pur. Entre 1928 et 1932, lorsqu'il revient à la figure il se rapproche de ce mouvement. 
Quant à sa période Suprématiste on peut y voir, sinon du symbolisme, une charge symbolique. Simplement cette symbolique n'est plus la mise en lumière d'une réalité physique mais la révélation d'un monde sans objets à travers la quintessence des couleurs. 